# Johannes Buridan

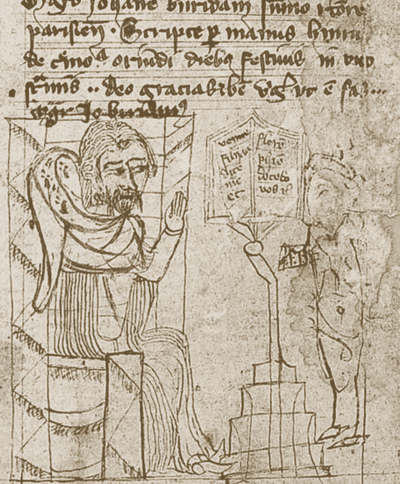
Johannes Buridan (Paris ca. 1370, Kraków cod. BJ 1771, fol. 142v)

Johannes Buridan, oder auch Jean Buridan (geboren um 1300 in Arras oder Béthune, Grafschaft Artois; gestorben kurz nach 1358), war ein scholastischer Philosoph, Physiker und Logiker und wird zum Pariser Ockhamistenkreis gezählt. Er gilt als der bedeutendste unter Ockhams unmittelbaren Schülern und gehörte ebenso wie sein Lehrer dem Nominalismus an. Die große Anzahl überlieferter Handschriften zeugt von der ausnehmenden Wirkkraft seines Denkens.

## Leben
Nach einem Studium am Collège Lemoine in Paris erlangte Buridan die Lehrerlaubnis an der Pariser Universität. 1327 und 1340 wurde er dort zum Rektor gewählt.
Als Physiker lieferte er mit seiner Impetustheorie einen Beitrag zur Weiterentwicklung der Dynamik.
Buridan analysierte ausführlich die unmittelbaren modalen Schlüsse und konstruierte eine entsprechende mnemotechnische Figur.
Er entwickelte auch eine Theorie der Eliminierung semantischer Antinomien.
Bekannt ist er heute noch durch den Ausdruck Buridans Esel: Ein Esel steht genau in der Mitte zwischen zwei völlig gleichartigen und gleich weit entfernten Heuhaufen. Er verhungert, da es bei gleichen Motiven keinen vernünftigen Grund gibt, sich für einen der beiden Heuhaufen zu entscheiden. Dieses Bild ist allerdings nicht in seinen Schriften zu finden. In der Literatur wird die Ansicht vertreten, dass dieses Gleichnis fälschlicherweise Buridan zugeordnet wird, da bereits Aristoteles, al-Ghazālī und Dante eine ähnliche Situation beschreiben.
Allerdings drückt es einen zentralen Aspekt der Auffassungen Buridans aus: Er reduziert die Freiheit auf die Wahl zwischen mehreren Möglichkeiten (libertas oppositionis). Im weiteren Sinne drückt dieses Gleichnis Buridans Ansichten über die Wechselbeziehungen von Wille und Verstand aus. Wenn der Verstand zu dem Schluss kommt, dass er gleichwertige Möglichkeiten vor sich hat, verliert der Wille seine Wirkung.
Über Buridans Leben wurden zahlreiche Legenden erzählt, darunter die, dass er vom König von Frankreich aufgrund einer Affaire mit der Königin in die Seine geworfen wurde oder dass er den späteren Papst Clemens VI. im Streit um eine Frau mit dem Schuh auf den Kopf geschlagen habe. Keine dieser Geschichten lässt sich unabhängig bestätigen und die meisten sind nicht konsistent mit dem, was sonst über Buridan bekannt ist.

### Primärtexte
- Compendium Logicae (1489)
- Summulae de Dialectica (1487)
- Sophismata (1493)
- Opera (1516)
- Perutile compendium totius logicae, com Io. Dorp expositione (Venetiis 1499)
- Kommentare über die Werke Aristoteles

### Sekundärliteratur
- Jendris Alwast: Johannes Buridan. In: Biographisch-Bibliographisches Kirchenlexikon (BBKL). Band 3, Bautz, Herzberg 1992, ISBN 3-88309-035-2, Sp. 293–295 (Artikel/Artikelanfang im Internet-Archive).
- Russell L. Friedmann (Hrsg.): John Buridan and beyond. Topics in the language sciences 1300-1700. Reitzel, Copenhagen 2004, ISBN 87-7876-362-2.
- Gerhard Krieger: Der Begriff der praktischen Vernunft nach Johannes Buridanus. Aschendorff, Münster 1986, ISBN 3-402-03923-0.
- Gerhard Krieger: Subjekt und Metaphysik. Die Metaphysik des Johannes Buridan. Aschendorff, Münster 2003, ISBN 3-402-04015-8.
- Marcello Landi: Un contributo allo studio della scienza nel Medio Evo. Il trattato Il cielo e il mondo di Giovanni Buridano e un confronto con alcune posizioni di Tommaso d’Aquino. In: Divus Thomas, Jg. 110 (2007), Heft 2, S. 151–185.
- Bernd Michael: Johannes Buridan. Studien zu seinem Leben, seinen Werken und zur Rezeption seiner Theorien im Europa des späten Mittelalters. Dissertation Freie Universität Berlin 1978.
- Ruprecht Paqué: Das Pariser Nominalistenstatut. Zur Entstehung des Realitätsbegriffs der neuzeitlichen Naturwissenschaft (Occam, Buridan und Petrus Hispanus, Nikolaus von Autrecourt und Gregor von Rimini). De Gruyter, Berlin 1970.
- Jan Pinborg (Hrsg.): The Logic of John Buridan (= Acts of the 3. European Symposium on Medieval Logic and Semantics). Kopenhagen 1976.
- Rolf Schönberger: Relation als Vergleich. Die Relationstheorie des Johannes Buridan im Kontext seines Denkens und der Scholastik. Brill, Leiden 1994, ISBN 90-04-09854-2.